# Ulrich Oertli
Ulrich Oertli (* 12. Januar 1890 in St. Gallen; † 17. Juni 1954 in Luzern; heimatberechtigt in St. Gallen und Teufen) war ein Schweizer Jurist  aus dem Kanton Appenzell Ausserrhoden.

## Leben
Ulrich Oertli war ein Sohn von August Oertli und Sophie Huber. Er heiratete Emma Loppacher.
Er besuchte das Gymnasium in St. Gallen. Anschliessend studierte er Rechtswissenschaften in Zürich, Bern, Berlin und Paris. 1913 erwarb er das Doktorat in Rechtswissenschaften. Er arbeitete als Rechtsanwalt in St. Gallen. Bei der Schweizerischen Unfallversicherungsanstalt (Suva) in Luzern war er von 1920 bis 1922 juristischer Experte und ab 1922 bis 1942 Chef der Rechtsabteilung. 1942 bis 1949 stieg er zum Vizedirektor auf. Ab 1949 bis 1954 stand er der Suva als Direktor vor.
Verschiedene Neuerungen in der Gesetzgebung der Unfallversicherung und in der Praxis der Anstalt sind auf Oertlis Initiative zurückzuführen. Dazu gehören eine Erhöhung des versicherten Verdienstes und eine bessere Entschädigung der Hinterbliebenen. Er präsidierte die Beratungsstelle für Unfallverhütung.

## Werke
- Das Bezugsrecht der Aktionäre insbesondere nach schweizerischem Recht. Buchdruckerei Bazenhaid-Kirchberg, [Bazenhaid-Kirchberg] 1915. (Diss. Jur. Bern, 1915).